# Slovenska košarkaška reprezentacija
Slovenska košarkaška reprezentacija predstavlja Sloveniju na međunarodnim natjecanjima. Pod vodstvom je Slovenskoga košarkaškog saveza (slov. Košarkarska zveza Slovenije). Slovenska košarkaška reprezentacija nastupa od 1991. godine, kada se osamostalio Slovenski košarkaški savez. Sedamnaesta je na svijetu po Fibinim ljestvicama.

## Plasmani na velikim natjecanjima
| Godina | Olimpijske igre | Svjetska prvenstva | Europska prvenstva |
| ------ | --------------- | ------------------ | ------------------ |
| 1992.  | bez nastupa     |                    |                    |
| 1993.  |                 |                    | 16.                |
| 1994.  |                 | bez nastupa        |                    |
| 1995.  |                 |                    | 12.                |
| 1996.  | bez nastupa     |                    |                    |
| 1997.  |                 |                    | 14.                |
| 1998.  |                 | bez nastupa        |                    |
| 1999.  |                 |                    | 10.                |
| 2000.  | bez nastupa     |                    |                    |
| 2001.  |                 |                    | 15.                |
| 2002.  |                 | bez nastupa        |                    |
| 2003.  |                 |                    | 10.                |
| 2004.  | bez nastupa     |                    |                    |
| 2005.  |                 |                    | 6.                 |
| 2006.  |                 | 12.                |                    |
| 2007.  |                 |                    | 7.                 |
| 2008.  | bez nastupa     |                    |                    |
| 2009.  |                 |                    | 4.                 |
| 2010.  |                 | 8.                 |                    |
| 2011.  |                 |                    | 7.                 |
| 2012.  | bez nastupa     |                    |                    |
| 2013.  |                 |                    | 5.                 |
| 2014.  |                 | 7.                 |                    |

## Momčad
Svjetsko prvenstvo u košarci – Turska 2010.
| Ime i prezime   | Klub              |
| --------------- | ----------------- |
| Sani Bečirovič  | Olimpia (Milano)  |
| Goran Dragić    | Phoenix Suns      |
| Jaka Klobučar   | Partizan          |
| Jaka Lakovič    | Barcelona         |
| Samo Udrih      | Cibona            |
| Hasan Rizvić    | Union Olimpija    |
| Goran Jagodnik  | Hemofarm          |
| Boštjan Nachbar | Efes Pilsen       |
| Uroš Slokar     | Montepaschi Siena |
| Primož Brezec   | Milwaukee Bucks   |
| Gašper Vidmar   | Fenerbahçe Ülker  |
| Miha Zupan      | Trikala           |
| Memi Bečirovič  |                   |

## Pozicije u reprezentaciji
| Poz. | Petorka         | Klupa          | Klupa         | Rezerve | Neaktivni |
| ---- | --------------- | -------------- | ------------- | ------- | --------- |
| C    | Erazem Lorbek   | Primož Brezec  |               |         |           |
| PF   | Matjaž Smodiš   | Jurica Golemac | Uroš Slokar   |         |           |
| SF   | Boštjan Nachbar | Goran Jagodnik |               |         |           |
| SG   | Domen Lorbek    | Samo Udrih     | Jaka Klobučar |         |           |
| PG   | Jaka Lakovič    | Goran Dragič   |               |         |           |

## Izbornici
- Jure Zdovc
- Aleš Pipan
- Slobodan Subotić
- Boris Zrinski
- Andrej Urlep
- Zmago Sagadin
- Janez Drvarič

## Poznati igrači
Slovenski igrači koji su igrali za reprezentaciju Jugoslavije:
Jure Zdovc, Bogdan Muller, Miha Lokar, Vital Eiselt, Aljoša Žorga, Boris Kristančič, Emil Logar, Tine Logar, Borut Bassin, Ivo Daneu, Peter Vilfan, Ivan Potočnik, Metod Logar, Edvard Fabjan, Jože Fišer, Jože Župančič, Marjan Kandus, Pavle Polanec, Jože Papič (Joško Papić?), Zlatko Šantelj, Igor Jelnikar, Matija Dermastija, Radisav Ćurčić i drugi.

## Vanjske poveznice
- Službena stranica Slovenskoga košarkaškog saveza (slov. Košarkarska zveza Slovenije).

| Međunarodna košarka | Međunarodna košarka |
| --- | ------------------- |
| |                     |
| FIBA \| Olimpijske igre \| Svjetsko prvenstvo \| FIBA-ina ljestvica Afrika: FIBA Afrika – Afričko prvenstvo Amerika: FIBA Amerika – Američko prvenstvo Azija: FIBA Azija - Azijsko prvenstvo Europa: FIBA Europa – Europsko prvenstvo Oceanija: FIBA Oceanija – Oceanijsko prvenstvo |                     |

| Međunarodna košarka | Međunarodna košarka |
| --- | ------------------- |
| |                     |
| FIBA \| Olimpijske igre \| Svjetsko prvenstvo \| FIBA-ina ljestvica Afrika: FIBA Afrika – Afričko prvenstvo Amerika: FIBA Amerika – Američko prvenstvo Azija: FIBA Azija - Azijsko prvenstvo Europa: FIBA Europa – Europsko prvenstvo Oceanija: FIBA Oceanija – Oceanijsko prvenstvo |                     |

| Europske košarkaške reprezentacije (FIBA Europa) | Europske košarkaške reprezentacije (FIBA Europa) |
| --- | ------------------------------------------------ |
| |                                                  |
| Albanija • Andora • Armenija • Austrija • Azerbejdžan • Belgija • Bjelorusija • BiH • Bugarska • Cipar • Crna Gora • Češka • Danska • Estonija • Finska • Francuska • Gibraltar • Grčka • Gruzija • Hrvatska • Irska • Island • Italija • Izrael • Kosovo • Latvija • Litva • Luksemburg • Mađarska • Makedonija • Malta • Moldova • Monako • Nizozemska • Norveška • Njemačka • Poljska • Portugal • Rumunjska • Rusija • San Marino • Srbija • Slovačka • Slovenija • Španjolska • Švedska • Švicarska • Turska • Ukrajina • Velika Britanija |                                                  |
| |                                                  |
| Bivše države Čehoslovačka • Jugoslavija • DR Njemačka • Srbija i Crna Gora • SSSR • ZND |                                                  |
| Bivše države |                                                  |
| |                                                  |
| Čehoslovačka • Jugoslavija • DR Njemačka • Srbija i Crna Gora • SSSR • ZND |                                                  |

| Bivše države                                                               |
|                                                                            |
| Čehoslovačka • Jugoslavija • DR Njemačka • Srbija i Crna Gora • SSSR • ZND |

| Europske košarkaške reprezentacije (FIBA Europa) | Europske košarkaške reprezentacije (FIBA Europa) |
| --- | ------------------------------------------------ |
| |                                                  |
| Albanija • Andora • Armenija • Austrija • Azerbejdžan • Belgija • Bjelorusija • BiH • Bugarska • Cipar • Crna Gora • Češka • Danska • Estonija • Finska • Francuska • Gibraltar • Grčka • Gruzija • Hrvatska • Irska • Island • Italija • Izrael • Kosovo • Latvija • Litva • Luksemburg • Mađarska • Makedonija • Malta • Moldova • Monako • Nizozemska • Norveška • Njemačka • Poljska • Portugal • Rumunjska • Rusija • San Marino • Srbija • Slovačka • Slovenija • Španjolska • Švedska • Švicarska • Turska • Ukrajina • Velika Britanija |                                                  |
| |                                                  |
| Bivše države Čehoslovačka • Jugoslavija • DR Njemačka • Srbija i Crna Gora • SSSR • ZND |                                                  |
| Bivše države |                                                  |
| |                                                  |
| Čehoslovačka • Jugoslavija • DR Njemačka • Srbija i Crna Gora • SSSR • ZND |                                                  |

| Bivše države                                                               |
|                                                                            |
| Čehoslovačka • Jugoslavija • DR Njemačka • Srbija i Crna Gora • SSSR • ZND |

| Slovenske reprezentacije u skupnim športovima | Slovenske reprezentacije u skupnim športovima |
| --------------------------------------------- | --- |
|                                               | |
| Momčadi                                       | nogometaši • košarkaši • rukometaši • vaterpolisti • hokejaši na ledu • hokejaši na travi • odbojkaši • bejzbolaši • softbolaši • ragbijaši • malonogometaši • rukometaši na pijesku • australski nogomet • američki nogomet • curlingaši • kriketaši                             |
|                                               | |
| Djevojčadi                                    | nogometašice • košarkašice • rukometašice • vaterpolistice • hokejašice na ledu • hokejašice na travi • odbojkašice • bejzbolašice • softbolašice • ragbijašice • malonogometašice • rukometašice na pijesku • australski nogomet • američki nogomet • curlingašice • kriketašice |

| Slovenske reprezentacije u skupnim športovima | Slovenske reprezentacije u skupnim športovima |
| --------------------------------------------- | --- |
|                                               | |
| Momčadi                                       | nogometaši • košarkaši • rukometaši • vaterpolisti • hokejaši na ledu • hokejaši na travi • odbojkaši • bejzbolaši • softbolaši • ragbijaši • malonogometaši • rukometaši na pijesku • australski nogomet • američki nogomet • curlingaši • kriketaši                             |
|                                               | |
| Djevojčadi                                    | nogometašice • košarkašice • rukometašice • vaterpolistice • hokejašice na ledu • hokejašice na travi • odbojkašice • bejzbolašice • softbolašice • ragbijašice • malonogometašice • rukometašice na pijesku • australski nogomet • američki nogomet • curlingašice • kriketašice |